# Fantasy Filmfest 2005
Das 19. Fantasy Filmfest (2005) fand in der Zeit vom 27. Juli bis 24. August für jeweils eine Woche in den Städten Berlin, Frankfurt, Hamburg, Köln, München, Nürnberg und Stuttgart statt. Die Fantasy Filmfest Nights fanden im April in den Festivalstädten statt.

## Liste der gezeigten Filme
| Titel                                        | Regisseur                                   | Sparte             |
| -------------------------------------------- | ------------------------------------------- | ------------------ |
| 2001 Maniacs                                 | Tim Sullivan                                | Midnight Madness   |
| Ab-Normal Beauty – In jedem lebt das Böse    | Oxide Pang Chun                             | Focus Asia         |
| Anthony Zimmer                               | Jérôme Salle                                | French Connection  |
| Appleseed                                    | Shinji Aramaki                              | Focus Asia         |
| Arsène Lupin – Der König unter den Dieben    | Jean-Paul Salomé                            | French Connection  |
| Atomik Circus                                | Didier Poiraud und Thierry Poiraud          | French Connection  |
| The Big White – Immer Ärger mit Raymond      | Mark Mylod                                  | Official Selection |
| A Bittersweet Life                           | Kim Jee-woon                                | Centerpiece        |
| Blood & Bones                                | Yoichi Sai                                  | Focus Asia         |
| Body Confusion                               | Vicente Peñarrocha                          | Official Selection |
| Boo                                          | Anthony C. Ferrante                         | Official Selection |
| Boy Eats Girl                                | Stephen Bradley                             | Official Selection |
| Casshern                                     | Kazuaki Kiriya                              | Focus Asia         |
| Crónicas                                     | Sebastián Cordero                           | Official Selection |
| The Crossing                                 | Martin Asphaug                              | Official Selection |
| Verflucht                                    | Wes Craven                                  | FFF Nights         |
| The Dark Hours                               | Paul Fox                                    | Official Selection |
| Dead Meat                                    | Conor McMahon                               | Midnight Madness   |
| Deadly Cargo                                 | Paul Freixas                                | Official Selection |
| Dear Wendy                                   | Thomas Vinterberg                           | Closing Night Gala |
| Death Tunnel                                 | Philip Adrian Booth                         | Official Selection |
| Deepwater                                    | David S. Marfield                           | Official Selection |
| The Descent – Abgrund des Grauens            | Neil Marshall                               | Official Selection |
| The Devil’s Rejects                          | Rob Zombie                                  | Midnight Madness   |
| Duplicity – Deine Familie gehört mir         | Harry Cleven                                | French Connection  |
| Das Imperium der Wölfe                       | Chris Nahon                                 | French Connection  |
| Evil Aliens                                  | Jake West                                   | Midnight Madness   |
| Evilenko                                     | David Grieco                                | Official Selection |
| Anatomie des Grauens                         | Eros Puglielli                              | Official Selection |
| Feed                                         | Brett Leonard                               | Midnight Madness   |
| Ein ferpektes Verbrechen – Crimen ferpecto   | Álex de la Iglesia                          | FFF Nights         |
| Freeze Frame                                 | John Simpson                                | Official Selection |
| Ghost in the Shell 2 – Innocence             | Mamoru Oshii                                | Focus Asia         |
| Godzilla: Final Wars                         | Ryūhei Kitamura                             | Focus Asia         |
| Happy End – Jede Geschichte braucht ein Ende | Daniel Stieglitz                            | Official Selection |
| Hellevator                                   | Hiroki Yamaguchi                            | Focus Asia         |
| Jennifer's Shadow                            | Daniel de la Vega und Pablo Parés           | Official Selection |
| Kaal – Das Geheimnis des Dschungels          | Soham Shah                                  | Focus Asia         |
| Kampfansage – Der letzte Schüler             | Johannes Jaeger                             | Official Selection |
| Kiss Kiss, Bang Bang                         | Shane Black                                 | Opening Night Gala |
| Kung Fu Hustle                               | Stephen Chow                                | FFF Nights         |
| The Last Supper                              | Osamu Fukutani                              | Focus Asia         |
| The League of Gentlemen's Apocalypse         | Steve Bendelack                             | Midnight Madness   |
| Lost                                         | Darren Lemke                                | Official Selection |
| Malevolence                                  | Stevan Mena                                 | Official Selection |
| Man Thing                                    | Brett Leonard                               | Official Selection |
| Matando Cabos                                | Alejandro Lozano                            | Official Selection |
| Mortuary                                     | Tobe Hooper                                 | Midnight Madness   |
| Neighbour No. 13                             | Yasuo Inoue                                 | Focus Asia         |
| Wächter der Nacht – Nochnoi Dozor            | Timur Nuruachitowitsch Bekmambetow          | FFF Nights         |
| Nina                                         | Heitor Dhalia                               | Official Selection |
| One Nite in Mongkok                          | Derek Yee                                   | Focus Asia         |
| The President’s Barber                       | Chan-sang Lim                               | Focus Asia         |
| Primer                                       | Shane Carruth                               | Official Selection |
| Puritan                                      | Hadi Hajaig                                 | Official Selection |
| Redeemer                                     | Cláudio Torres                              | Official Selection |
| Kifferwahn                                   | Andy Fickman                                | Midnight Madness   |
| Satan's Little Helper                        | Jeff Lieberman                              | Midnight Madness   |
| Die wunderbare Welt des Gustave Klopp        | Gilles Lellouche und Tristan Aurouet        | French Connection  |
| Shutter                                      | Banjong Pisanthanakun und Parkpoom Wongpoom | Focus Asia         |
| Sin City                                     | Robert Rodriguez und Frank Miller           | Special Screening  |
| Some                                         | Youn-hyun Chang                             | Focus Asia         |
| Steamboy                                     | Katsuhiro Otomo                             | FFF Nights         |
| Survive Style 5+                             | Gen Sekiguchi                               | Focus Asia         |
| They Came Back                               | Robin Campillo                              | French Connection  |
| Too Fat Too Furious                          | Tim Oliehoek                                | Official Selection |
| Traumata                                     | Marc Evans                                  | Official Selection |
| Una de zombis                                | Miguel Ángel Lamata                         | Midnight Madness   |
| Uncertain Guest – Du bist nicht allein       | Guillem Morales                             | Official Selection |
| Vares: Private Eye                           | Aleksi Mäkelä                               | Official Selection |
| Der Zodiac-Killer                            | Alexander Bulkley                           | Official Selection |

Neben dem Langfilmprogramm wurden in der Rubrik Get Shorty diverse Kurzfilme gezeigt, u. a. Guard Dog von Bill Plympton.